# Gyrostemonaceae
Gyrostemonaceae je čeleď suchomilných, endemických rostlin z Austrálie, které patří do řádu brukvotvarých.

## Rozšíření
Jsou to polopouštní dřeviny rostoucí na písečných přesypech v pobřežních i vnitrozemských suchých oblastech Austrálii. Vyskytují se od mírného až po tropické pásmo.

## Popis
Rostliny čeledě Gyrostemonaceae jsou stromy vysoké nejvíce 5 m nebo keře, vytvářejí často husté křovinaté porosty nižší než 50 cm. Mnohdy tučné listy vyrůstající ve spirále jsou přisedlé nebo mají jen krátký řapík. Listy jsou jednoduché s nedělenou čepelí, čárkovité, kopinaté nebo vejčité, bez žilkování a většinou bez palistů.
Jsou to převážně rostliny dvoudomé, květy jsou buď s funkčními orgány samčími, nebo samičími. Výjimečně jsou i jednodomé, kdy na jedné rostlině jsou přítomny květy samčí i samičí. Malé, pravidelné květy vyrůstají jednotlivě, někdy se seskupují do hroznovitých neb klasnatých květenství. Kališních lístků mají 4 až 5, koruny nemají. Samčí květy mívají 100 a více tyčinek s téměř přisedlými prašníky uspořádaných v 1 až 5 přeslenech. Gyneceum obsahuje 5 až 100 plodolistů, které vytvářejí až 25 synkarpních pestíků. Krátkých čnělek s bliznami je až 25. Květ se většinou opyluje anemogamicky.
Plody jsou suché nebo dužnaté, poltivé nebo nažky. Semena bývají v průsvitném míšku.

## Význam
Rostliny čeledě Gyrostemonaceae jsou bez valného hospodářského významu.

## Taxonomie
Ve starších taxonomických zatříděních byla čeleď Gyrostemonaceae zařazena do řádů Batales, Capparales nebo Gyrostemonales. V  moderním taxonomickém systému APG III je tato čeleď začleněna do řádu brukvotvaré (Brassicales).
Čeleď Gyrostemonaceae je tvořena 5 rody a dohromady asi 18 druhy. Nejrozsáhlejší je rod Gyrostemon s 12 druhy.
- Codonocarpus A. Cunn. ex Endl.
- Cypselocarpus F. Muell.
- Gyrostemon Desf.
- Tersonia Moq.
- Walteranthus Keighery